# Kulmhof (vernietigingskamp)
Kulmhof (ook bekend als Chelmno) was een vernietigingskamp van de nazi's in het geannexeerde deel van Polen tijdens de Tweede Wereldoorlog. Het lag ongeveer zeventig kilometer buiten Łódź, bij het dorp Chełmno nad Nerem (Kulmhof an der Nehr).

## Geschiedenis
Kulmhof werd op 8 december 1941 geopend, het was het eerste kamp dat speciaal was opgericht voor genocide, nog voordat de Wannseeconferentie had plaatsgevonden. Dit vernietigingskamp maakte, in tegenstelling tot andere vernietigingskampen, ook geen deel uit van Aktion Reinhardt. Mensen werden direct na aankomst omgebracht, in een van de drie gaswagens. De lichamen werden daarna in de bossen van Rzuchów in massagraven gedeponeerd en later in open crematoria verbrand. Het ging voornamelijk om Joden en Roma die kwamen via het getto van Łódź. In de loop van de oorlog werden ook Hongaarse en Tsjechische joden en Russische krijgsgevangenen naar het kamp gedeporteerd. Ze werden in de eerste periode, van 8 december 1941 tot 9 april 1943 (de kasteelperiode), in een plaatselijk kasteel verzameld. In de tweede periode dat Kulmhof in gebruik werd genomen als vernietigingskamp, van juni 1944 tot januari 1945, werden de mensen in de kerk van Chełmno verzameld.  Er werden ten minste 150.000 mensen in het kamp vermoord, schattingen lopen op tot 400.000. Op 17 januari 1945 bereikte het Rode Leger het kamp, maar toen hadden de nazi's het zelf al volledig vernietigd, daarom weten we relatief weinig over dit kamp. Alles wat we over Kulmhof weten, komt door verhalen van de enkele overlevenden. Drie overlevenden, Mordechai Podchlebnik, Simon Srebrnik en Mordechaï Zurawski, deden hierover hun verhaal en getuigden ook bij verschillende rechtszaken.